# جودي لين ناي
جودي لين ناي (بالإنجليزية: Jody Lynn Nye)‏ (5 يوليو 1957، شيكاغو في الولايات المتحدة)؛ كاتِبة وروائية أمريكية.